# The Climb
«The Climb» (с англ. — «Восхождение») — песня американской певицы и актрисы Майли Сайрус. Он стал ведущим синглом с альбома-саундтрека Hannah Montana: The Movie и был издан 12 марта 2009 года лейблом Hollywood Records. Песня представляет собой поп-балладу с лирикой, описывающей жизнь, как сложное, но стоящее приключение. Композиция стилизована под кантри-балладу и была первым синглом Сайрус, которую выпустили на кантри-радиостанции.
Песня была тепло встречена критиками, которые хвалили вдохновляющее лирическое содержание и вокальное исполнение Сайрус. Песня была номинирована на премию «Грэмми» в номинации Лучшая песня, написанная для фильма и телевидения. Несмотря на это, Walt Disney Records сняли песню с рассмотрения, поскольку она не была специально написана для фильма. Песня имела мировой успех и вошла в лучшую десятку чартов Австралии, Канады, Норвегии и Соединённых Штатов. В Соединённых Штатах сингл занял 4 строчку в чарте Billboard Hot 100.

## Отзывы критиков
Критики оставили положительные рецензии о композиции. В своем обзоре для BBC Фрэйзер МакАфин написал, что текст песни банален, но он похвалил вокал Сайрус: «Майли хорошо может оправдать себя вокально — есть моменты, где её голос звучит немного напрягло, но это хорошо, чтобы услышать её в композиции, немного сдержанной и менее неистовой, чем быстрые и нахальные поп-песни, которые мы привыкли слышать». Майкл Менахем из издания Billboard в своей рецензии назвал композицию «одной из сильнейших баллад года».

### Награды и номинации
«The Climb» победила в номинации Лучшая песня из фильма на MTV Movie Awards 2009. Песня была признана победителем в номинации Музыкальный выбор: Сингл на ежегодной премии Teen Choice Awards 2009.

## Коммерческий успех
«The Climb» дебютировала на 48 позиции в чарте Billboard Hot Country Songs, датированном 7 марта 2009 года. Данный дебют случайно произошёл на неделе, когда сингл её отца Билли Рэй Сайруса «Back to Tennessee» вошёл в данный чарт на 59 месте. Это была вторая ситуация в истории чарта, когда отец и дочь находились в чарте с различными композициями; Джонни Кэш и Розанна Кэш также находились в рейтинге в 1990 году с песнями «Silver Stallion», «One Step over the Line», соответственно.

## Чарты
| Чарт(2009)                          | Высшая позиция |
| ----------------------------------- | -------------- |
| Австралия (ARIA)                    | 5              |
| Австрия (Ö3 Austria Top 40)         | 30             |
| Канада (Billboard Canadian Hot 100) | 5              |
| Канада (Billboard AC)               | 1              |
| Канада (Billboard CHR/Top 40)       | 21             |
| Канада (Billboard Country)          | 22             |
| Канада (Billboard Hot AC)           | 5              |
| Дания (Tracklisten)                 | 37             |
| Франция (SNEP)                      | 16             |
| Германия (GfK)                      | 41             |
| Ирландия (IRMA)                     | 11             |
| Italy (FIMI)                        | 40             |
| Новая Зеландия (Recorded Music NZ)  | 12             |
| Норвегия (VG-lista)                 | 5              |
| Шотландия (OCC Scotland)            | 9              |
| Испания (PROMUSICAE)                | 46             |
| Швеция (Sverigetopplistan)          | 40             |
| Швейцария (Schweizer Hitparade)     | 40             |
| Великобритания (OCC UK Singles)     | 11             |
| США (Billboard Hot 100)             | 4              |
| США (Billboard Adult Contemporary)  | 1              |
| США (Billboard Adult Pop Airplay)   | 5              |
| США (Billboard Hot Christian Songs) | 42             |
| США (Billboard Hot Country Songs)   | 25             |
| США (Billboard Pop Airplay)         | 5              |

| Чарт(2009)                           | Позиция  |
| ------------------------------------ | -------- |
| Australia (ARIA)                     | 16       |
| Canada (Canadian Hot 100)            | 10       |
| New Zealand (RIANZ)                  | 43       |
| UK Singles (Official Charts Company) | 84       |
| US Billboard Hot 100                 | 21       |
| US Adult Contemporary (Billboard)    | 6        |
| US Adult Top 40 (Billboard)          | 30       |
| US Mainstream Top 40 (Billboard)     | 33       |
| Чарт(2010)                           | Позиция  |
| US Adult Contemporary (Billboard)    | 19       |
| Chart (2019)                         | Position |
| Portugal (AFP)                       | 2030     |

| Чарт(2000-09)    | Позиция |
| ---------------- | ------- |
| Australia (ARIA) | 84      |

## Сертификации
| Регион | Сертификация  | Продажи   |
| --- | ------------- | --------- |
| Австралия (ARIA) | 2× Платиновый | 140 000^  |
| Канада (Music Canada) | 3× Платиновый | 30 000^   |
| Дания (IFPI Danmark) | Платиновый    | 90 000    |
| Новая Зеландия (RMNZ) | Платиновый    | 15 000*   |
| Великобритания (BPI) | Платиновый    | 600 000   |
| США (RIAA) | 4× Платиновый | 4 000 000 |
| * Данные о продажах приведены только на основе сертификации. · ^ Данные о тиражах приведены только на основе сертификации. · Данные о продажах + прослушиваниях приведены только на основе сертификации. |               |           |